# Giuseppe I de Ventimiglia

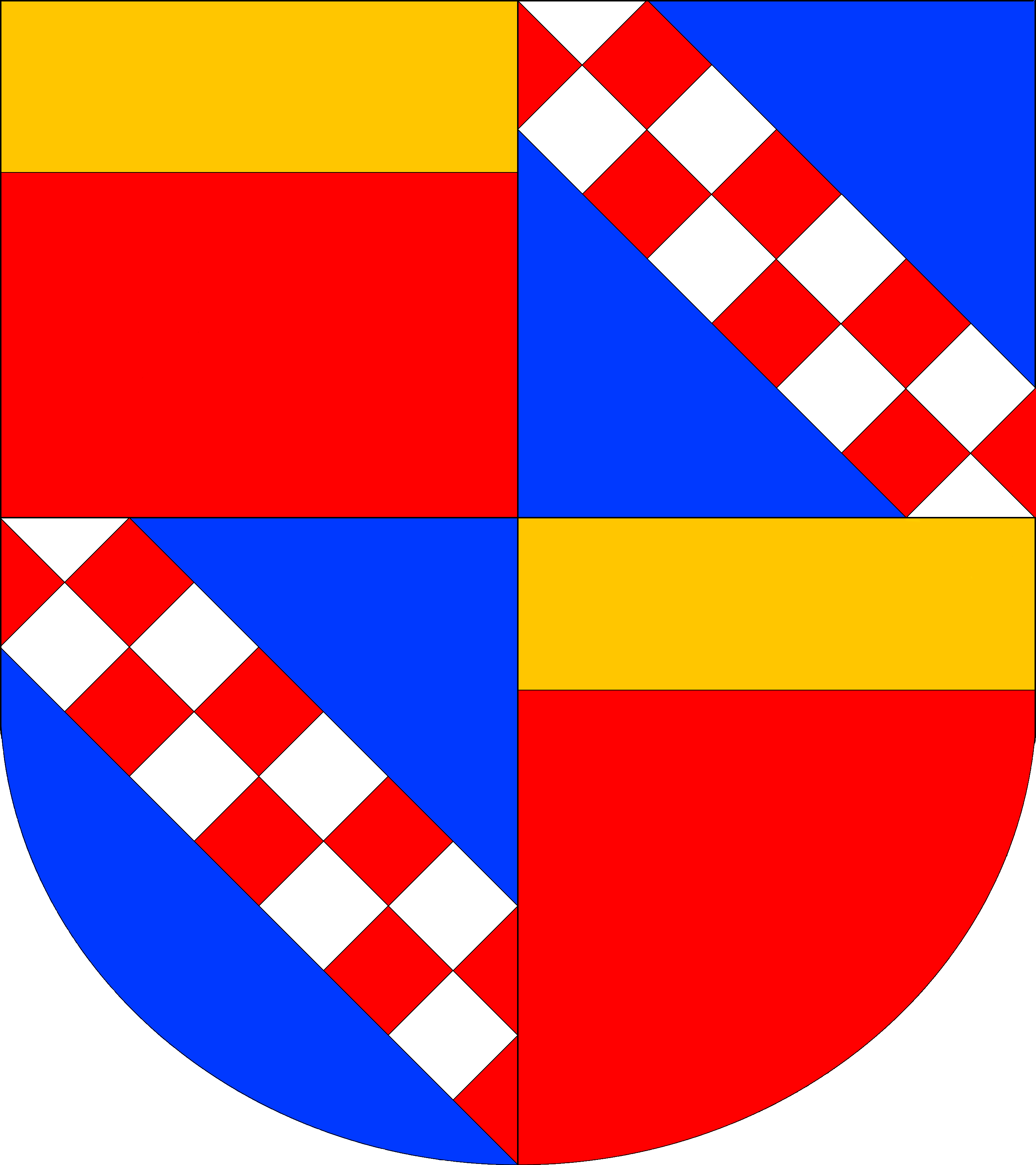
Escudo de armas del marqués de Irache: casa de Ventimiglia combinado con la casa de Altavilla, desde 1433.

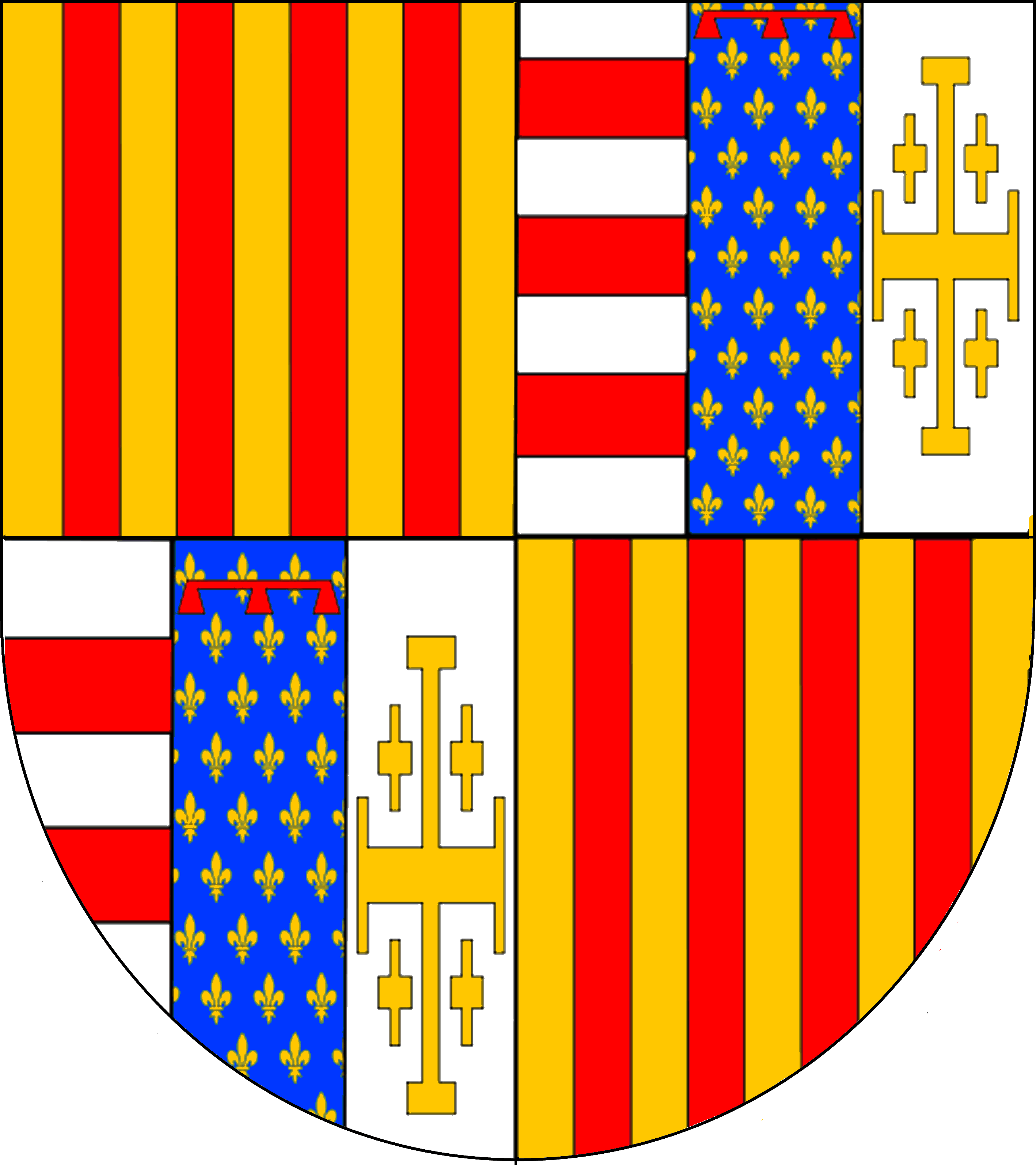
Casa de Aragón, duques de Montalto.

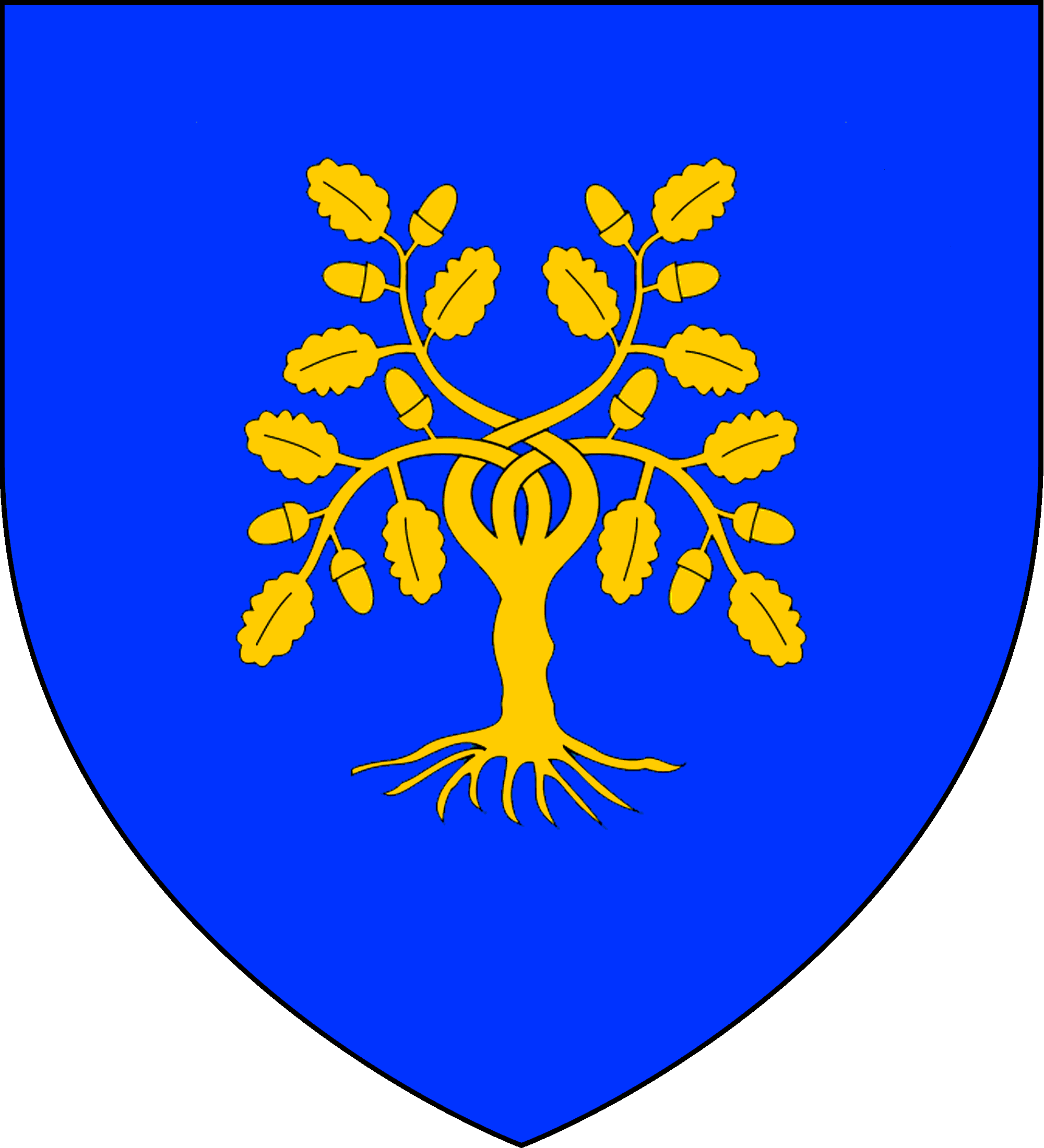
Casa Della Rovere.

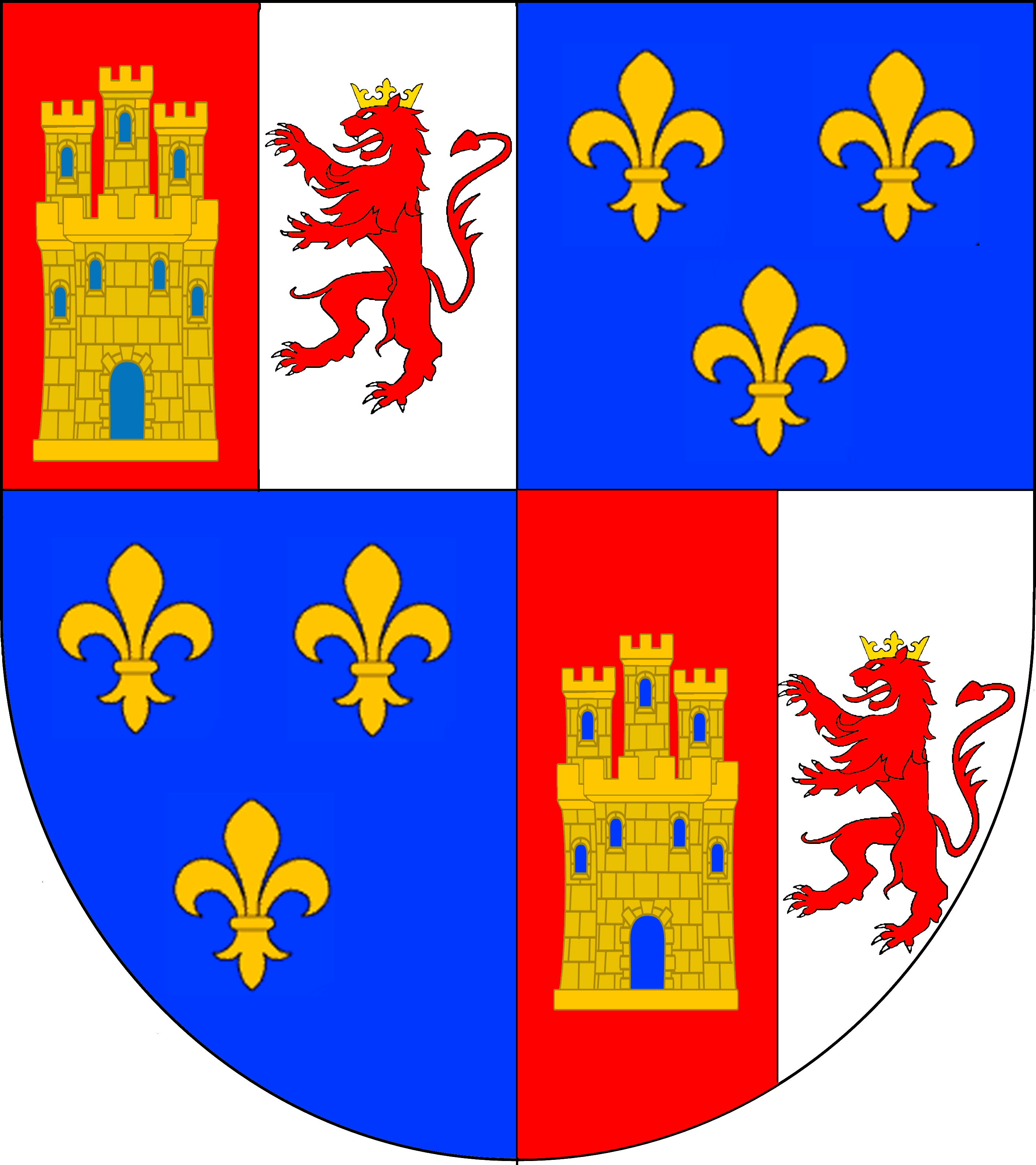
Casa de la Cerda, duques de Medinaceli.

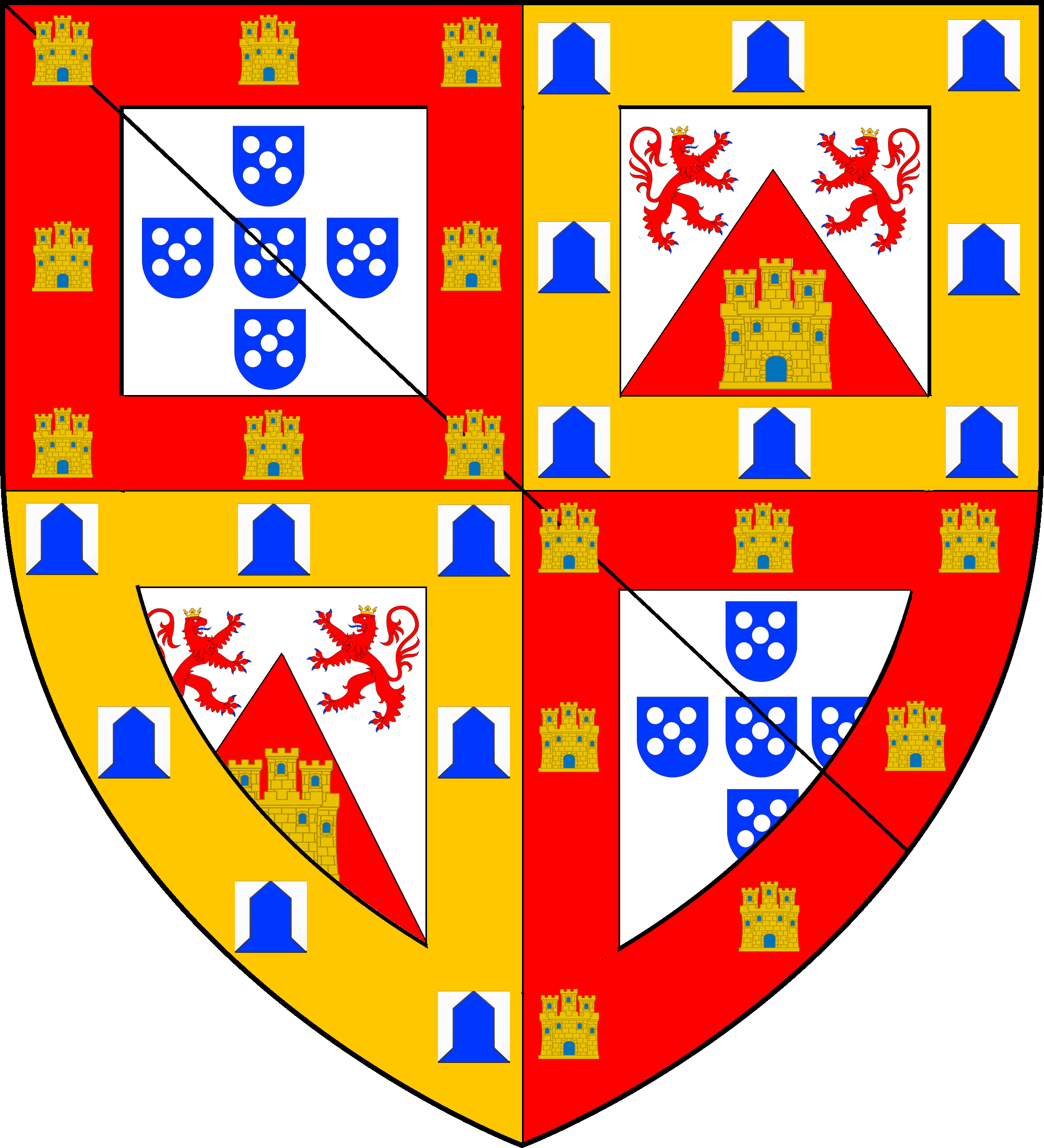
Noronha, antiguos condes y duques de Odemira, Linhares...

Giuseppe I de Ventimiglia y Ventimiglia (m. 13 de enero de 1620) fue un noble siciliano de la casa de Ventimiglia, hijo de Carlo de Ventimiglia, conde de Naso (investido el 20 de mayo de 1571). Investido maritale nomine el 15/06/1561 como VIII barón de Regiovanni y de Bordonaro Soprano, (*Palermo 1539,+Messina 1582), que casó con Giovanna de Ventimiglia y Requesenz, VII Baronessa de Regiovanni, baronesa de Bordonaro Soprano (1561) y de Bordonaro Sottano (1586), hija y heredera de Federico de Ventimiglia, VI barón de Regiovanni e Bordonaro e di Giulia Requesens y Requesens, de la casa de los condes de Buscemi, señores di Pantellería.

## Títulos
- XXIII conde de Geraci.
- IX marqués de Irache (Muerto antes de tomar investidura).
- II príncipe de Castelbuono.
- Barón de Regiovanni y de Bordonaro Sottano (1618).[4]
- Señor de las tierras y castillo de Raulica, Tusa, Gangi, Pollina y San Mauro.
- Gentihombre de cámara del rey Felipe II de España.

## Biografía
Estableció una nueva alianza con la familia de los Graffeo di Partanna: el 14 de junio de 1623, en Palermo, se unieron en matrimonio su hija María Ventimiglia d’Aragona con Mario II de Graffeo, príncipe de Partanna, pretor de Palermo y maestro de campo de las milicias del reino. Anteriormente ya hubo un matrimonio entre estas dos familias: el 1 de agosto de 1570 Mario II Graffeo di Partanna, XVI barón de Partanna casó con Antonia Ventimiglia de Ciminna (feudo que pasó después a las manos del nieto Mario III Griffeo). El hijo de Mario y Antonia, Guglielmo I Graffeo Ventimiglia obtuvo el título de príncipe de Partanna por el rey Felipe IV de España y Sicilia.
Debido a su pronta muerte (muy poco después de su primo Giovanni III de Ventimiglia, de quien había heredado el título) no tuvo tiempo de significarse personalmente.
Giuseppe I murió en Palermo el 13 de enero de 1620 y fue enterrado en la capilla de Sant Antonio de Padova, en Castelbuono, tras dejar como heredero universal a su hijo primogénito Francesco, tal y como recoge el acta notarial de Cosimo Termineli, actuando como testigos Antonio de Aragón (príncipe de Paternó), Francesco Graffeo (barón de Serradifalco), Federico Graffeo y Antonio Rosselli Speciale.

## Matrimonio y descendencia
Giuseppe de Ventimiglia casó en 1599 con Bianca Anna Antonia de Aragón y de la Cerda, hija del difunto Antonio d’Aragona y Cardona (m. 1585, IV duque de Montalto) y de su esposa María de la Cerda (*Medinaceli 24 de julio de 1542), de la casa de Medinaceli, hija a su vez de Juan de la Cerda (1541-1575), IV duque de Medinaceli y de su esposa Joana Manuel de Noronha (*Lisboa 1520-Pamplona 19 de junio de 1568), hija de Sancho de Noronha, III conde de Odemira y descendiente de la casa real de Portugal. Más conocida como Antonia, aportó a su matrimonio una cuantiosa dote dineraria
- Francesco III de Ventimiglia Aragón, X marqués de Irache, que sigue.
- Carlo Ventimiglia Aragón, casado con Elisabetta Bardi y Centellas Mastrantonio-Spadafora, heredera del marquesado de la Sambuca, baronía della Gabella del Biscotto, con posesión de los derechos sobre las almadrabas de Solanto, Arenella y San Nicolò di Bendorni…
  - Giuseppe Ventimiglia, (*1631,+1666).
  - Antonia Ventimiglia,(+1666), marquesa della Sambuca, casada el 12 de diciembre de 1650 con Pietro Beccadelli di Bologna y Grimaldi (+1671), I príncipe di Camporeale, con sucesión.[9]
    - Giulia Beccadelli di Bologna, que casó con Cesare Gaetani e Strozzi (+1698), investido en 1672 como VI príncipe de Cassero y de los demás títulos de sus feudos, con sucesión.
- Giovanna Ventimiglia, ingresó novicia en el monasterio de Santa Caterina del Casaro, bajo el nombre de Sor Giuseppa Antonia.
- Maria Ventimiglia Aragón, casó en Palermo el 14 de junio de 1623 con Mario III Graffeo e Bologna (*Palermo 17 de mayo de 1602, 1655),[10] I duque de Ciminna,[11] II príncipe y XIX barón de Partana, XII vizconde de Galtellin, pretor de Palermo, maestro de campo de la milicia del reino, tronco de los duques de Partana, con descendencia:
  - Antonia Graffeo Ventimiglia, que casó el 26 de abril de 1656 con Francesco Alliata Lanza (†12 de julio de 1697), investido duque de Salaperta el 18 de diciembre de 1648.
    - Giuseppe Alliata Graffeo, que casó con su prima Magddalena Graffeo, hija de Domenico I Graffeo Ventimiglia, sin sucesión, pues su único hijo murió joven.
    - Giovanna Alliata Graffeo, que casó con su primo Benedetto Graffeo Marini.[12]

  - Domenico I Graffeo Ventimiglia, III príncipe de Partana, II duque de Cimina, duque de Tripi, que casó con Elisabetta Marini, primogénita y heredera de Francesco Marini (†11 de marzo de 1632), investida duquesa de Gualtieri el 1 de septiembre de 1649.[13]
    - Benedetto Graffeo Marini,[14] que casó en primeras nupcias con Giovanna Filangeri Nápoli, hija de Vincenzo conde de San Marco, y en segundas nupcias con su prima Giovanna Alliata Graffeo, con descendencia...[15]

## Línea de sucesión en elmarquesado de Irache
| Predecesor: Giovanni III de Ventimiglia | Casa de Ventimiglia ?-1620 | Sucesor: Francesco III de Ventimiglia |